# Mina Andersson
Mina Andersson, född 1867 i Bäckefors, Dalsland, död 1955 i Milaca, Minnesota, var en svensk författare. Hon emigrerade till USA år 1890. Om sitt liv skrev hon en opublicerad självbiografi med titeln Livets skola. Denna biografi skickade hon till författaren Vilhelm Moberg, som använde den som källa i sin bokserie Utvandrarserien. Manuskriptet återfinns numera i Utvandrarnas hus i Växjö.

## Biografi
Mina Andersson föddes och växte upp i  Bäckefors, Dalsland under fattiga förhållanden. Hon gick endast fyra år i skolan och vid 16 års ålder lämnade hon sitt barndomshem för att arbeta som bondpiga. Hon var trött på livet i Sverige och 1890 fick hon möjligheten att emigrera till USA efter att en släkting skickat henne en biljett. 
Vid ankomsten till det nya landet fick hon bo hos sin släkting, i en timmerstuga belägen på landsbygden i Wisconsin. Hon fick därefter arbete som husa hos en skotsk familj i Wausau. 1892 gifte hon sig med skräddaren Jacob Halgren som var en svensk immigrant. 
I och med sitt giftermål blev hon hemmafru och fick allt mer tid till att skriva. Hon skrev förutom vanliga brev även poesi och artiklar, ofta under pseudonymen Cecilia och varianter Cicilia, Cicilla och Cecelia. Dessa alster blev publicerade i svenska amerikanska tidningar så som Svenska Amerikanska Posten.